# Malesherbia multiflora
Malesherbia multiflora är en passionsblomsväxtart som beskrevs av Mario Héctor Ricardi Salinas. Malesherbia multiflora ingår i släktet Malesherbia och familjen passionsblomsväxter. Inga underarter finns listade i Catalogue of Life.